# Montañas doradas de Altái
Las Montañas doradas de Altái es el nombre con el que la Unesco denomina a las reservas naturales de Altái y Katún, el lago Telétskoye, el monte Beluja y la meseta de Ukok. Fueron declaradas Patrimonio de la Humanidad natural de la Unesco en el año 1998 debido a que «representa un centro importante y original de biodiversidad de flora de montaña y especies animales en Asia septentrional, cierto número de ellas son raras y endémicas». Según señala la Unesco «la región representa la más completa secuencia de vegetación altitudinal en Siberia central, desde las estepa, bosque-estepa, bosque mixto, vegetación subalpina y vegetación alpina».
Tres son los elementos de este lugar natural, Patrimonio de la Humanidad: 
| Código  | Nombre                                                                                             | Lugar              | Coordenadas                                | Superficie |
| ------- | -------------------------------------------------------------------------------------------------- | ------------------ | ------------------------------------------ | ---------- |
| 768-001 | Reserva natural de Altái (Altaisky Zapovédnik) y zona de protección del lago Telétskoye            | República de Altái | 51°29′50″N 87°42′40″E / 51.49722, 87.71111 | 965753 Ha  |
| 768-002 | Reserva natural de Katún (Katunsky Zapovédnik) y zona de protección alrededor de la montaña Beluja | República de Altái | 49°40′00″N 86°00′00″E / 49.66667, 86.00000 | 392800 Ha  |
| 768-003 | Zona de Silencio de Ukok en la meseta de Ukok                                                      | República de Altái | 49°22′00″N 87°30′00″E / 49.36667, 87.50000 | 252904 Ha  |

La reserva natural es crucial para la preservación de animales en peligro como el leopardo de las nieves o el carnero del Altái.
La reserva cubre un área de 16,175 km².

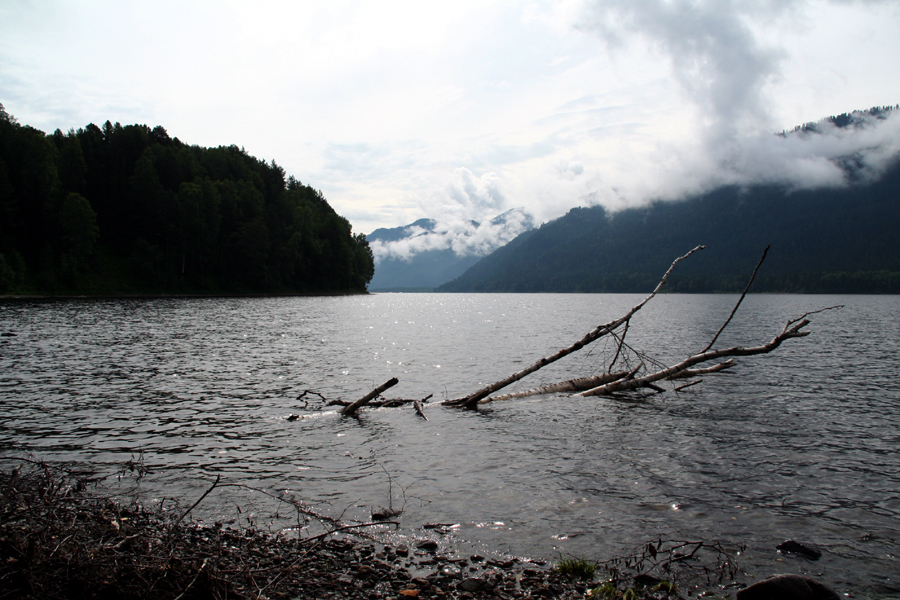
Lago Telétskoye.
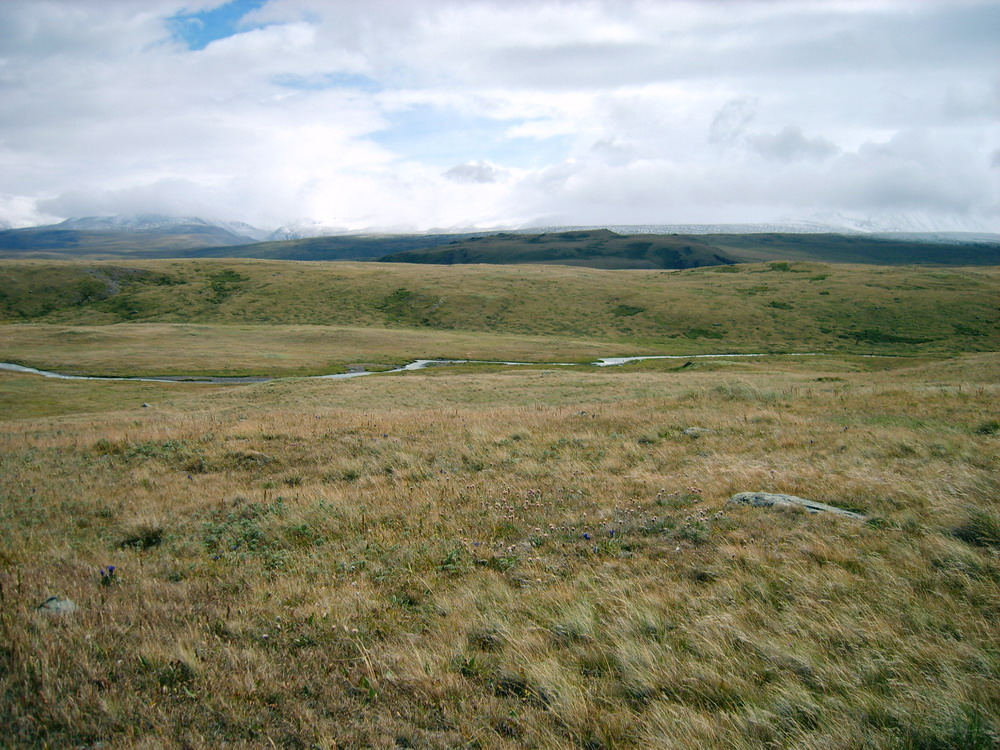
Meseta de Ukok.
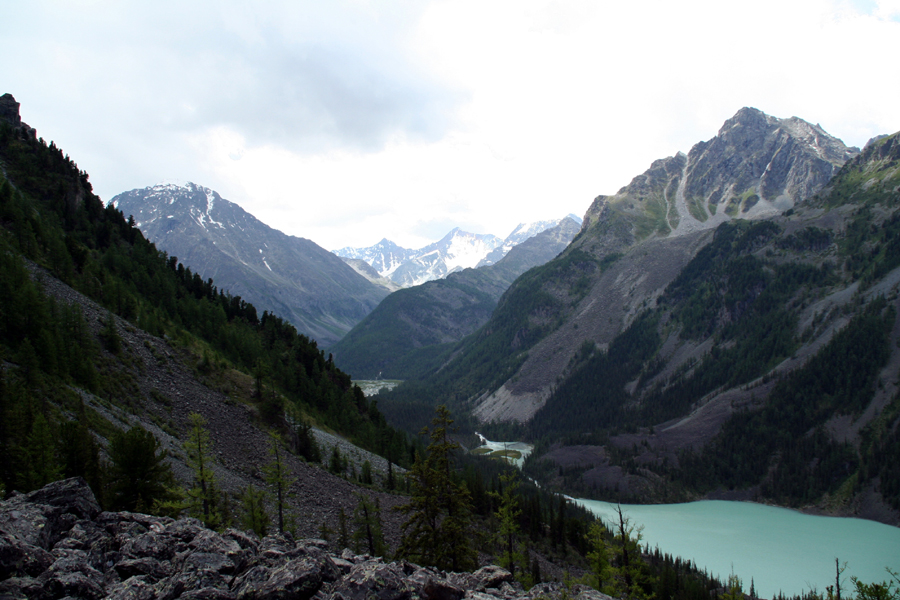
Vista del macizo de Altái desde el lago Kucerla.